# セバスチャン・スタン
セバスチャン・スタン（Sebastian Stan, 1983年8月13日 - ）は、ルーマニア生まれのアメリカ合衆国の俳優。

## 幼少期から若年期
1982年、ルーマニアのコンスタンツァで生まれた。8歳の時、母親はウィーンに移り、ピアニストとして雇われる。4年後、スタンが12歳の時、母親がアメリカ人と再婚するのに伴い、私立学校の校長を務める義父のいるニューヨーク州ロックランド郡に移住する。
ロックランド郡立学校に通っている間に、スタンは、メアリー・チェイスの戯曲『ハーヴィ』、エドモン・ロスタンの戯曲『シラノ・ド・ベルジュラック』、ミュージカル『リトル・ショップ・オヴ・ホラーズ』、『オーヴァ・ヒア!』、『ウエスト・サイド物語』などに出演していた。
また、ロバート・ダウニー・Jrやナタリー・ポートマンらが参加していた俳優養成キャンプの「ステージドア・マナー・サマーキャンプ」に参加。この際多くの作品に出演した事が、本格的に俳優を目指すきっかけになった。この後、舞台芸術のプログラムを大学で受講するためいくつか応募したところ、ラトガーズ大学のメイソン・グロス芸術学部に入学を認められ、受講している。この入学が契機となって一年間、イギリス、ロンドンのグローブ座で演技を学ぶことになった。

## キャリア
2011年、『キャプテン・アメリカ/ザ・ファースト・アベンジャー』でバッキー・バーンズ役にキャスティングされる。以後同シリーズにおいてバッキー・バーンズ / ウィンター・ソルジャーを演じており、同役で世界的に知られるようになる。その他、ABCのファンタジー・ドラマ、『ワンス・アポン・ア・タイム』でジェファーソン / マッド・ハッター役、『Kings』で王子ジャック・ベンジャミン役、『ゴシップガール』でカーター・ベイゼン役を演じている。
2012年には、USAネットワークで放送されたシガニー・ウィーバー主演の6話完結のミニ・シリーズ・ドラマ『ポリティカル・アニマルズ』にも出演している。このドラマの出演により、アメリカ国内で選ばれる「批評家達が選ぶテレビ賞」で、「ミニ・シリーズの最優秀助演男優賞」に推薦されている。
2024年、『顔を捨てた男』と『アプレンティス:ドナルド・トランプの創り方』の2本の映画に出演し、その演技は高く評価された。前者は第74回ベルリン国際映画祭のコンペティション部門で上映され、銀熊賞（主演俳優賞）を受賞。同年度のゴールデングローブ賞ではミュージカル・コメディ部門主演男優賞を受賞した。後者では若き日のドナルド・トランプを演じ、自身初となるアカデミー主演男優賞にノミネートされた。

## 私生活
2002年にアメリカ合衆国に帰化している。
『ゴシップガール』で共演したレイトン・ミースターと交際していたが、2010年4月頃、破局。2012年からは『ワンス・アポン・ア・タイム』で共演したジェニファー・モリソンと交際していたが、約1年の交際期間の後、破局した。

## フィルモグラフィ
※役名の太字表記は主演。

### 映画

#### 劇場公開映画
| 年   | 題名                                                                                 | 役名                                                        | 備考                         | 吹き替え                     |
| ---- | ------------------------------------------------------------------------------------ | ----------------------------------------------------------- | ---------------------------- | ---------------------------- |
| 1994 | 71フラグメンツ 71 Fragments of a Chronology of Chance                                | 地下鉄の子供                                                |                              |                              |
| 2004 | Tony n' Tina's Wedding                                                               | ジョニー                                                    | N/A                          |                              |
| 2005 | 紅門 -べにもん- Red Doors                                                            | サイモン                                                    |                              |                              |
| 2006 | The Architect                                                                        | マーティン・ウォーターズ                                    | N/A                          |                              |
| 2006 | レニー・ハーリン コベナント 幻魔降臨 The Covenant                                    | チェイス                                                    | 日本劇場未公開               | 森久保祥太郎                 |
| 2007 | The Education of Charlie Banks                                                       | レオ                                                        |                              | N/A                          |
| 2008 | レイチェルの結婚 Rachel Getting Married                                              | ウォルター                                                  | 不明                         |                              |
| 2009 | 愛とセックスとセレブリティ Spread                                                    | ハリー                                                      | 山端零                       |                              |
| 2010 | ブラック・スワン Black Swan                                                          | アンドリュー                                                | 川野剛稔                     |                              |
| 2010 | オフロでGO!!!!! タイムマシンはジェット式 Hot Tub Time Machine                        | ブレイン                                                    | 日本劇場未公開               | 加瀬康之                     |
| 2011 | キャプテン・アメリカ/ザ・ファースト・アベンジャー Captain America: The First Avenger | バッキー・バーンズ                                          |                              | 白石充                       |
| 2012 | ファインド・アウト Gone                                                              | ビリー                                                      | 前田一世                     |                              |
| 2012 | アパリション -悪霊- The Apparition                                                   | ベン                                                        | 日本劇場未公開               | （吹き替え版なし）           |
| 2014 | キャプテン・アメリカ/ウィンター・ソルジャー Captain America: The Winter Soldier      | バッキー・バーンズ / ウィンター・ソルジャー                 |                              | 白石充                       |
| 2015 | ブロンズ! 私の銅メダル人生 The Bronze                                                | ランス                                                      | 浪川大輔                     |                              |
| 2015 | アントマン Ant-Man                                                                   | バッキー・バーンズ / ウィンター・ソルジャー                 | カメオ出演（クレジットなし） | 白石充                       |
| 2015 | 幸せをつかむ歌 Ricki and the Flash                                                   | ジョシュ                                                    |                              | 木島隆一                     |
| 2015 | オデッセイ The Martian                                                               | クリス・ベック博士                                          | 浜田賢二                     |                              |
| 2016 | シビル・ウォー/キャプテン・アメリカ Captain America: Civil War                       | バッキー・バーンズ / ウィンター・ソルジャー                 | 白石充                       |                              |
| 2017 | ローガン・ラッキー Logan Lucky                                                       | デイトン・ホワイト                                          | 虎島貴明                     |                              |
| 2017 | アイ,トーニャ 史上最大のスキャンダル I, Tonya                                        | ジェフ・ギルーリー                                          | 荒井勇樹                     |                              |
| 2017 | I'm Not Here                                                                         | スティーブ                                                  | N/A                          |                              |
| 2018 | ブラックパンサー Black Panther                                                       | バッキー・バーンズ / ウィンター・ソルジャー                 | カメオ出演（クレジットなし） | 白石充                       |
| 2018 | アベンジャーズ/インフィニティ・ウォー Avengers: Infinity War                         | バッキー・バーンズ / ウィンター・ソルジャー                 |                              | 白石充                       |
| 2018 | ストレイ・ドッグ Destroyer                                                           | クリス                                                      | （吹き替え版なし）           |                              |
| 2018 | ずっとお城で暮らしてる We Have Always Lived in the Castle                            | チャールズ・ブラックウッド                                  | （吹き替え版なし）           | 日本劇場未公開               |
| 2019 | アベンジャーズ/エンドゲーム Avengers End Game                                        | バッキー・バーンズ / ウィンター・ソルジャー                 |                              | 白石充                       |
| 2019 | Endings, Beginnings                                                                  | フランク                                                    | N/A                          |                              |
| 2019 | ラスト・フル・メジャー 知られざる英雄の真実 The Last Full Measure                    | スコット・ハフマン                                          | 白石充                       |                              |
| 2021 | マンデー Monday                                                                      | ミッキー                                                    | 日本劇場未公開               | （吹き替え版なし）           |
| 2022 | 355 The 355                                                                          | ニック・ファウラー                                          |                              | 白石充                       |
| 2023 | Sharper:騙す人 Sharper                                                               | マックス                                                    | 日本劇場未公開               | 白石充                       |
| 2023 | ゴーステッド Ghosted Ghosted                                                         | ゴッド                                                      | カメオ出演                   | 白石充                       |
| 2024 | ダム・マネー ウォール街を狙え! Dumb Money                                            | ブラッド・テネフ                                            |                              | （吹き替え版なし）           |
| 2025 | アプレンティス:ドナルド・トランプの創り方 The Apprentice                             | ドナルド・トランプ                                          | 白石充                       |                              |
| 2025 | キャプテン・アメリカ:ブレイブ・ニュー・ワールド Captain America: Brave New World     | バッキー・バーンズ                                          | 白石充                       | カメオ出演（クレジットなし） |
| 2025 | サンダーボルツ* Thunderbolts*                                                        | バッキー・バーンズ                                          | 白石充                       |                              |
| 2025 | 顔を捨てた男 A Different Man                                                         | エドワード                                                  | 兼製作総指揮                 | TBA                          |
| 2025 | Blue Banks                                                                           | N/A                                                         | 製作                         | N/A                          |
| 2026 | アベンジャーズ/ドゥームズデイ Avengers: Doomsday                                     | バッキー・バーンズ                                          |                              | TBA                          |
| TBA  | Fjord                                                                                | TBA                                                         |                              | TBA                          |
| TBA  | Let the Evil Go West                                                                 | TBA                                                         |                              | TBA                          |
| TBA  | Burning Rainbow Farm                                                                 | TBA                                                         |                              | TBA                          |
| TBA  | Ruins                                                                                | TBA                                                         |                              | TBA                          |
| TBA  | Frankenstein in Romania                                                              | ヴィクター・フランケンシュタイン フランケンシュタインの怪物 |                              | TBA                          |

#### WEB配信映画
| 年   | 題名                                      | 役名                     | 配信局  | 吹き替え |
| ---- | ----------------------------------------- | ------------------------ | ------- | -------- |
| 2020 | 悪魔はいつもそこに The Devil All the Time | リー・ポーデッカー保安官 | Netflix | 白石充   |
| 2022 | フレッシュ Fresh                          | スティーヴ               | Disney+ | 白石充   |

### テレビ
| 年        | 題名                                                                | 役名                                        | 備考                                                              | 吹き替え                                                      |
| --------- | ------------------------------------------------------------------- | ------------------------------------------- | ----------------------------------------------------------------- | ------------------------------------------------------------- |
| 2003      | ロー&オーダー Law & Order                                           | ジャスティン・キャプショー                  | シーズン13第22話「間違った絆」                                    | 不明                                                          |
| 2007-2012 | ゴシップガール Gossip Girl                                          | カーター・ベイゼン                          | 計11話出演                                                        | 竹若拓磨（シーズン1） 不明（シーズン2） 落合弘治（シーズン3） |
| 2009      | Kings                                                               | Prince Jack Benjamin                        | 計12話出演                                                        | N/A                                                           |
| 2012      | ワンス・アポン・ア・タイム Once Upon a Time                         | ジェファーソン / 狂った帽子屋               | 計6話出演                                                         | 檀臣幸（シーズン1） 桐本琢也（シーズン2）                     |
| 2012      | ポリティカル・アニマルズ Political Animals                          | TJ（トーマス）・ハモンド                    | ミニシリーズ、計6話出演                                           | 勝杏里                                                        |
| 2012      | ラビリンス Labyrinth                                                | ウィリアム（ウィル）・フランクリン          | ミニシリーズ、計2話出演                                           | 平本昌央                                                      |
| 2021      | ファルコン&ウィンター・ソルジャー The Falcon and the Winter Soldier | バッキー・バーンズ / ウィンター・ソルジャー | Disney+オリジナルシリーズ                                         | 白石充                                                        |
| 2021      | マーベル・スタジオ アッセンブル Marvel Studios: Assembled           | 本人                                        | ドキュメンタリー 第2話「ファルコン&ウィンター・ソルジャーの裏側」 |                                                               |
| 2021-2024 | ホワット・イフ...? What If...?                                      | バッキー・バーンズ / ウィンター・ソルジャー | 声の出演 Disney+オリジナルシリーズ                                | 白石充                                                        |
| 2022      | パム&トミー Pam & Tommy                                             | トミー・リー                                | ミニシリーズ、計8話出演                                           | （吹き替え版なし）                                            |

### ビデオゲーム
| 公開年 | タイトル                       | 役名               | 備考     |
| ------ | ------------------------------ | ------------------ | -------- |
| 2011   | Captain America: Super Soldier | バッキー・バーンズ | 声の出演 |

### ミュージック・ビデオ
| 公開年 | 曲名         | 役名      | 備考                                           |
| ------ | ------------ | --------- | ---------------------------------------------- |
| 2008   | Wake Up Call | Boyfriend | ヘイデン・パネッティーアのミュージック・ビデオ |

## 日本語吹き替え
『キャプテン・アメリカ/ザ・ファースト・アベンジャー』以降、ほとんどの作品で白石充が専属（フィックス）として声を担当している。
このほか、竹若拓磨や落合弘治、檀臣幸、桐本拓哉なども声を当てている。